# 霍尔尼希
霍尔尼希是德国莱茵兰-普法尔茨州的一个市镇。总面积2.27平方公里，总人口272人，其中男性127人，女性145人（2011年12月31日），人口密度120人/平方公里。